# Goo
Goo — шостий студійний альбом рок-гурту Sonic Youth, виданий в 1990 році.

## Список композицій
Автор музики Sonic Youth. 
| #   | Назва                    | Автор слів  | Вокаліст    | Тривалість |
| --- | ------------------------ | ----------- | ----------- | ---------- |
| 1.  | «Dirty Boots»            | Мур         | Мур         | 5:28       |
| 2.  | «Tunic (Song for Karen)» | Гордон      | Гордон      | 6:22       |
| 3.  | «Mary-Christ»            | Мур         | Мур, Гордон | 3:11       |
| 4.  | «Kool Thing»             | Гордон      | Гордон      | 4:06       |
| 5.  | «Mote»                   | Ранальдо    | Ранальдо    | 7:37       |
| 6.  | «My Friend Goo»          | Гордон      | Гордон, Мур | 2:19       |
| 7.  | «Disappearer»            | Мур         | Мур         | 5:08       |
| 8.  | «Mildred Pierce»         | Мур         | Мур         | 2:13       |
| 9.  | «Cinderella's Big Score» | Гордон      | Гордон      | 5:54       |
| 10. | «Scooter + Jinx»         | —           | —           | 1:06       |
| 11. | «Titanium Exposé»        | Мур, Гордон | Мур, Гордон | 6:27       |

| Бонус-треки Deluxe Edition | Бонус-треки Deluxe Edition      | Бонус-треки Deluxe Edition | Бонус-треки Deluxe Edition | Бонус-треки Deluxe Edition |
| #                          | Назва                           | Автор слів                 | {{{extra_column}}}         | Тривалість                 |
| -------------------------- | ------------------------------- | -------------------------- | -------------------------- | -------------------------- |
| 12.                        | «Lee #2»                        | Ранальдо                   | Ранальдо                   | 3:31                       |
| 13.                        | «That's All I Know (Right Now)» | Richard Hell, Tom Verlaine | Мур                        | 2:20                       |
| 14.                        | «The Bedroom (Live)»            | —                          | —                          | 3:42                       |
| 15.                        | «Dr. Benway's House»            | —                          | —                          | 1:17                       |
| 16.                        | «Tuff Boyz»                     | —                          | —                          | 5:39                       |

| Бонус-диск Deluxe Edition | Бонус-диск Deluxe Edition                            | Бонус-диск Deluxe Edition           | Бонус-диск Deluxe Edition | Бонус-диск Deluxe Edition |
| #                         | Назва                                                | Автор слів                          | Вокаліст                  | Тривалість                |
| ------------------------- | ---------------------------------------------------- | ----------------------------------- | ------------------------- | ------------------------- |
| 1.                        | «Tunic (Song for Karen)» (8-track demo)              | Гордон                              | Гордон, Маскіс            | 6:44                      |
| 2.                        | «Number One (Disappearer)» (8-track demo)            | Мур                                 | Мур                       | 4:57                      |
| 3.                        | «Titanium Exposé» (8-track demo)                     | Мур, Гордон                         | Мур, Гордон               | 4:43                      |
| 4.                        | «Dirty Boots» (8-track demo)                         | Мур                                 | Мур                       | 6:37                      |
| 5.                        | «Corky (Cinderella's Big Score)» (8-track demo)      | Мур                                 | Мур                       | 7:49                      |
| 6.                        | «My Friend Goo» (8-track demo)                       | Гордон                              | Гордон                    | 2:31                      |
| 7.                        | «Bookstore (Mote)» (8-track demo)                    | Ранальдо                            | Ранальдо                  | 4:14                      |
| 8.                        | «Animals (Mary-Christ)» (8-track demo)               | Мур                                 | Мур, Гордон               | 3:02                      |
| 9.                        | «DV2 (Kool Thing)» (8-track demo)                    | Гордон                              | Гордон, Мур               | 4:17                      |
| 10.                       | «Blowjob (Mildred Pierce)» (8-track demo)            | Мур                                 | Мур                       | 8:52                      |
| 11.                       | «Lee #2 (instrumental)» (8-track demo)               | Ранальдо                            | —                         | 3:30                      |
| 12.                       | «I Know There's an Answer» (кавер-версія Beach Boys) | Браян Вілсон, Террі Сачен, Майк Лав | Ранальдо, Мур             | 3:10                      |
| 13.                       | «Can Song» (—)                                       | —                                   | —                         | 3:17                      |
| 14.                       | «Isaac» (—)                                          | —                                   | —                         | 2:36                      |
| 15.                       | «Goo Interview Flexi» (sound montage)                | —                                   | —                         | 6:03                      |

## Учасники гурту
Sonic Youth
- Терстон Мур — вокал, гітара
- Лі Ранальдо — гітара, вокал
- Кім Гордон — вокал, бас-гітара
- Стів Шеллі — ударні

Додаткові музиканти
- Джей Маскіс — бек-вокал (2, 5, 6)
- Дон Флемінг — бек-вокал (1, 7)
- Чак Ді — додатковий вокал (4)